# Kurt Schumacher

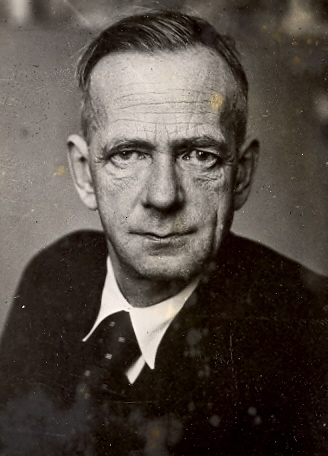
Kurt Schumacher (zwischen 1945 und 1948)

Kurt (amtlich Curt) Ernst Carl Schumacher (* 13. Oktober 1895 in Culm, Westpreußen; † 20. August 1952 in Bonn) war ein deutscher Politiker, von 1946 bis 1952 Parteivorsitzender der SPD sowie von 1949 bis 1952 Oppositionsführer im Deutschen Bundestag. Schumacher war von 1945 bis 1949 maßgeblich am Wiederaufbau der SPD in Westdeutschland beteiligt und der große Gegenspieler Konrad Adenauers. Auch wenn Schumacher sich in der Opposition langfristig mit seinen politischen Vorstellungen zum größten Teil nicht durchsetzen konnte, gehörte er zu den Gründervätern der Bundesrepublik Deutschland. Hervorzuheben ist seine strikte Ablehnung der Sozialistischen Einheitspartei Deutschlands (SED), wodurch er das Profil der Sozialdemokratie in der Bundesrepublik entscheidend prägte.

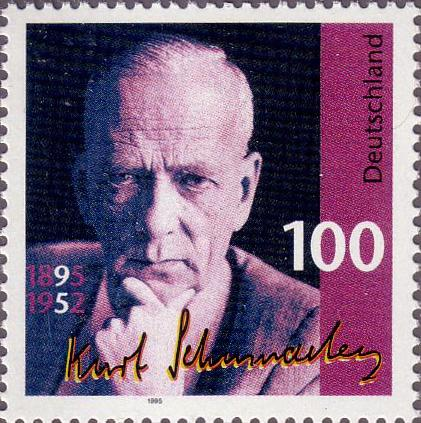
100-Pf-Briefmarke zum 100. Geburtstag (1995)

## Leben

### Kindheit und Schulzeit, 1895–1914

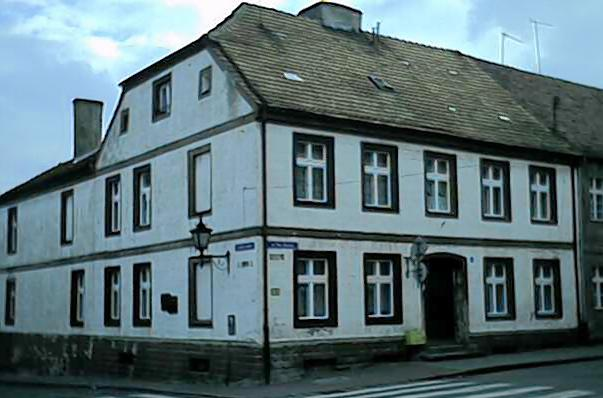
Geburtshaus Schumachers
in Culm (heute Chełmno)

Schumacher wurde als viertes Kind und einziger Sohn des evangelischen Kaufmanns Carl Schumacher und seiner Frau Gertrud geb. Meseck am 13. Oktober 1895 im westpreußischen Culm geboren, 30 km von der Grenze des russischen Teils Polens entfernt. Der Eintrag im Standesamt lautete auf Curt Ernst Carl Schumacher. Sein Vater war nicht nur geschäftlich erfolgreich, sondern auch politisch aktiv. Der Anhänger der linksliberalen Deutschen Freisinnigen Partei übte viele Jahre das Amt des Culmer Stadtverordnetenvorstehers aus; höchstwahrscheinlich (genaue Daten sind nicht überliefert) unterstützten ihn dabei auch die polnischen Abgeordneten. Die Schumachers hatten weitverzweigte verwandtschaftliche Beziehungen in der Führungselite der Stadt.
Seit 1911 war sein Vater auch Kreistagsabgeordneter, 1914 und 1917 vertrat er Culm bei den Verhandlungen des Reichsverbandes deutscher Städte. Kurt Schumacher las in dieser Zeit die Sozialistischen Monatshefte – die Zeitschrift des revisionistischen Flügels der SPD – und den März, eine linksliberale, von Hermann Hesse und Ludwig Thoma herausgegebene Zeitschrift. Der Junge aus gutbürgerlichem Haus galt in der Schule als überzeugter Sozialdemokrat, litt aber unter der Vereinsamung, die eine solche Haltung innerhalb der westpreußischen Gesellschaft mit sich brachte.

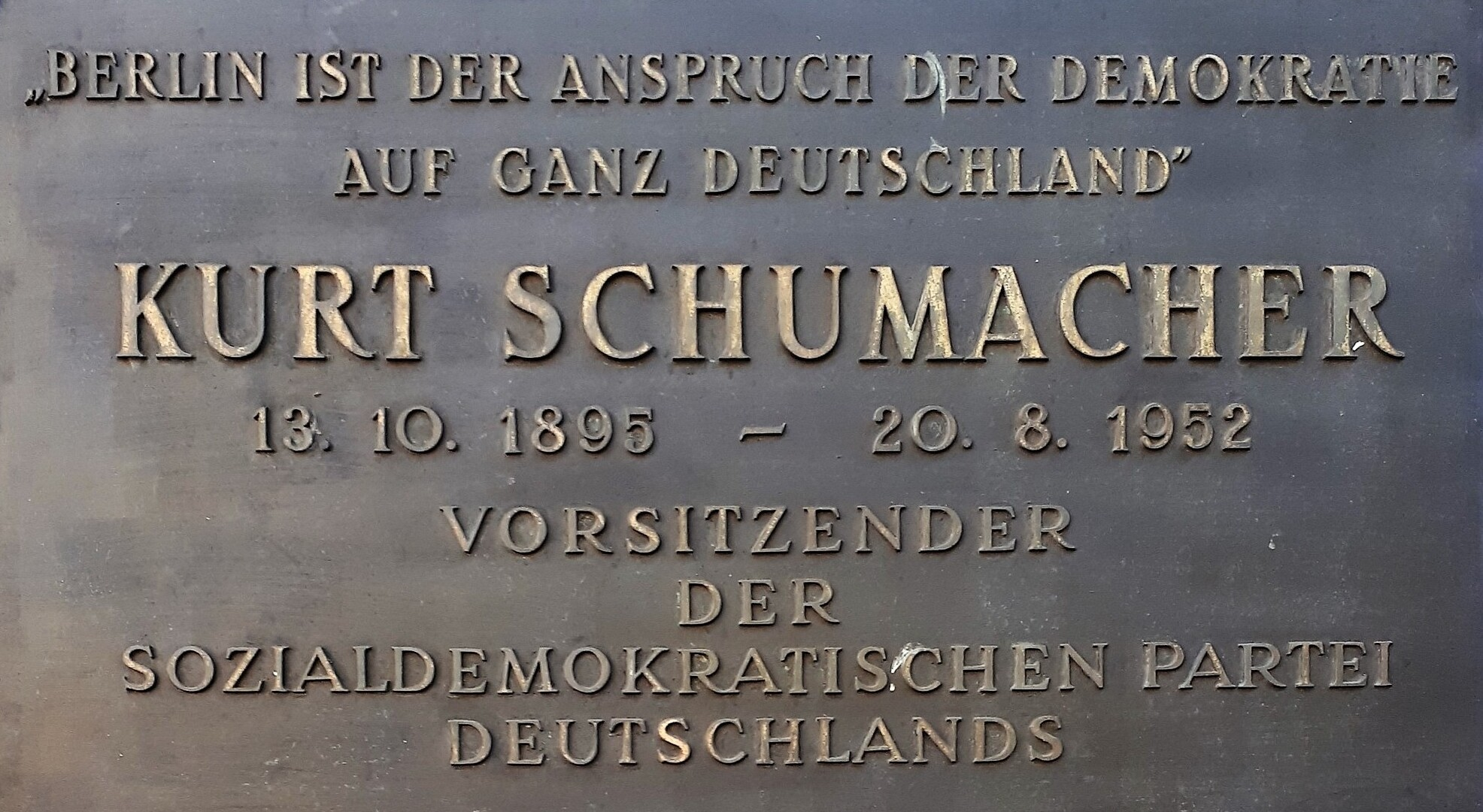
Gedenkplatte, Kurt-Schumacher-Haus,
Berlin-Wedding

In einem Selbstporträt, das Schumacher 1924 zur Bewerbung bei einem Doktorvater anfertigte, schrieb er: „Mein Interesse für historische und politische sowie philosophische Dinge brachte mich sehr frühe dem Sozialismus nahe. Die üble und ungünstige Umgebung, die eine ostmärkische Kleinstadt für solche Interessen nun einmal ist, hat mich notgedrungen sehr frühzeitig zu einer Schablonisierung meiner Ansichten gebracht – spätestens seit meinem 15. Jahre zählte ich mich innerlich zur Sozialdemokratischen Partei. Allerdings fehlte diesen ‚Schablonen‘ dadurch manches ihrer Gefährlichkeit, dass ich durch die Lektüre Bernsteins (was mir heute etwas sehr sonderbar vorkommt) Sozialdemokrat im Parteisinn geworden bin.“ Die Prägung durch Eduard Bernstein und dessen Stellung gegen den orthodoxen Marxismus begleitete Schumacher sein ganzes Leben lang.
Schumachers Mitschüler waren zum größten Teil ethnische Polen – in seiner Abschlussklasse befanden sich 8 Deutsche und 14 Polen. Am Gymnasium in Culm war einige Jahre vor Schumachers Einschulung der Gebrauch der polnischen Sprache verboten worden; ein Verbot, das jährlich rituell in einer großen Versammlung wiederholt wurde. Durch seinen Mitschüler und Freund Franciszek Raszeja wurde Schumacher in die traditionsreiche, aber verbotene Philomathenvereinigung der Polen aufgenommen und lernte so deren Einstellungen sowie die polnische Kultur kennen.

### Kriegsfreiwilliger, 1914
Bei der ersten möglichen Gelegenheit meldete sich Schumacher kurz nach Beginn des Ersten Weltkriegs am 2. August 1914 als Kriegsfreiwilliger – ohne zu ahnen, wie sich dies auf seine Schullaufbahn auswirken würde. Sein Entschluss fiel unter anderem aus der Überlegung, die Grenzstadt Culm sei in akuter Gefahr, Frontstadt und Opfer einer Belagerung zu werden. Er kehrte noch einmal kurz zur Schule zurück, um das Notabitur abzulegen. Sein (nicht selbst gewähltes) Aufsatzthema im Abitur bezog sich zeitgemäß auf das Schiller-Thema: „Will, ruf’ ich aus, das Schicksal mit uns enden, So stirbt sich’s schön, die Waffe in den Händen.“ Schumacher war noch Jahrzehnte später tief beeindruckt davon, dass sich in den darauf folgenden Tagen auch die meisten seiner polnischen Mitschüler auf deutscher Seite als Kriegsfreiwillige meldeten – vor allem aus der Motivation heraus, gegen Russland zu kämpfen.
Als Soldat wurde Schumacher bereits am 2. Dezember 1914 bei Bielawy westlich von Łowicz in Polen schwer verwundet, so dass ihm der rechte Arm amputiert werden musste. Der 1,85 m große Schumacher magerte in den folgenden Monaten von 72 auf 43 kg ab und litt an der Ruhr. Am 10. Oktober 1915 wurde Schumacher offiziell aus dem Militär entlassen. Für den Verlust seines rechten Arms erhielt er das Eiserne Kreuz zweiter Klasse sowie eine monatliche Rente von 33,75 Mark zuzüglich einer Kriegszulage von 15 Mark und der einfachen Verstümmelungszulage von 27 Mark.
Schumachers Heimatstadt Culm musste nach dem Ersten Weltkrieg am 22. Januar 1920 aufgrund der Bestimmungen des Versailler Vertrags zum Zweck der Einrichtung des Polnischen Korridors an die wiedergegründete Republik Polen abgetreten werden. Diese Entscheidung war von heftigen Auseinandersetzungen innerhalb der Stadt begleitet. Teile seiner Familie zogen ins verbliebene Deutsche Reich, andere blieben in Polen. Schumacher erlebte die Ereignisse zum größten Teil vor Ort, da er gerade sein Referendariat am Amtsgericht Culm ableistete.

### Studium und Promotion, 1915–1926
1915 begann er ein Studium der Rechtswissenschaft und der Nationalökonomie an der Martin-Luther-Universität Halle-Wittenberg, Universität Leipzig und seit 1917 in Berlin. Auf die Zeit in Halle (Saale) und Leipzig angesprochen, äußerte er sich später laut seiner Mitarbeiterin und engen Vertrauten Annemarie Renger sowohl in politischer als auch persönlicher Hinsicht sehr zurückhaltend.
Er beendete sein Studium 1919 mit dem juristischen Staatsexamen und wurde Mitarbeiter im Reichsarbeitsministerium. Da er in Berlin keinen Doktorvater fand, wurde er 1926 an der Westfälischen Wilhelms-Universität Münster zum Dr. jur. promoviert. Sein Doktorvater war der Staatswissenschaftler Johann Plenge, der während des Ersten Weltkrieges der nationalkonservativen Lensch-Cunow-Haenisch-Gruppe innerhalb der SPD nahestand. Das Thema seiner mit magna cum laude abgeschlossenen Dissertation lautete: Der Kampf um den Staatsgedanken in der deutschen Sozialdemokratie.
Schumachers Dissertation ist von vielen Kommentatoren als inhaltliche Bekenntnisschrift zur SPD aufgefasst worden. Die bis zur Novemberrevolution bekämpfte wurde zur tragenden Partei im Staat und musste mit dem Staatsapparat arbeiten. Schumacher versuchte, diese problematische Lage in seiner Dissertationsarbeit anzugehen. Darin stellte er die beiden Theoretiker der Sozialdemokratie, Ferdinand Lassalle und Karl Marx, nebeneinander, die für Schumacher „Haupttypen aller sozialistischen Politiker“ darstellten: Marx, der „den Staat aus dem Endziel hinwegphilosophiert“ habe, um den „Mythus des emanzipierten Individuums“ zu schaffen, während Lassalle im „Arbeiterstaat“ das „höchste Menschheitsideal“ sehe. Schumacher entschied sich in der Situation eindeutig für die Sozialdemokratie als „Staatspartei“ – er beschrieb die seiner Ansicht nach bestehende Notwendigkeit der Eingliederung der Arbeiter „in das Staatsganze“, er forderte die Notwendigkeit „der Festigung der Staatsgesinnung und der Stärkung des Abwehrwillens, vor allem gegen Russland.“

#### In der SPD
In seiner Leipziger und Hallenser Zeit hielt Schumacher zur Partei Abstand. Die Städte waren Hochburgen der USPD, der damalige außerparlamentarische und auf den politischen Streik hin ausgelegte Politikstil stieß ihn ab.
1917 trat er in den SPD-nahen Bund der Kriegsteilnehmer und Kriegsbeschädigten ein. Sein Mitgliedsausweis trug die Nummer 116 einer Organisation, die bereits 1920 über 650.000 Mitglieder hatte.
Nach einem für Schumacher äußerst ungewöhnlichen mehrjährigen Zögern trat er am 8. Januar 1918, also noch zu Zeiten des Kaiserreiches und Monate vor der Novemberrevolution, in die SPD ein. Als Akademiker in der SPD gehörte er sowohl bei den Sozialdemokraten als auch in akademischen Kreisen einer deutlichen, auf beiden Seiten nicht eben beliebten Minderheit an. Während der Revolution war er, unter anderem zusammen mit Otto Braun, Mitglied des Berliner Arbeiter- und Soldatenrates. 1920 wurde die SPD auch sein Arbeitgeber, verbunden mit einem Umzug nach Stuttgart: Er wurde politischer Redakteur der sozialdemokratischen Stuttgarter Zeitung Schwäbische Tagwacht. In Stuttgart fiel Schumacher als leidenschaftlicher Redner und früher Gegner der Nationalsozialisten auf. 1924 wurde er Stuttgarter Vorsitzender des Reichsbanners Schwarz-Rot-Gold. 1930 wurde er Vorsitzender der SPD in Stuttgart, dem mitgliederstärksten Kreisverband der württembergischen SPD.

#### Kommunisten und Nationalsozialisten
Schon früh begann Schumacher, sich sowohl mit Kommunisten als auch Nationalsozialisten – die er beide entschieden ablehnte – auseinanderzusetzen. Schumachers Einschätzung nach hatten die Aktionen der späteren Kommunistischen Partei Deutschlands (KPD) und die dadurch verursachten Reaktionen der politischen Rechten maßgeblich dazu beigetragen, den Spielraum für eine wirkliche demokratische Revolution verhängnisvoll einzuengen. Die KPD bekämpfte nach ihrer Bolschewisierung die SPD als ihren „Hauptfeind“ und setzte Sozialdemokratie und Faschismus als „Zwillingsbrüder“ (→ Sozialfaschismusthese) gleich. Schumacher dagegen hielt der in seinem Stuttgarter Umfeld vergleichsweise starken KPD vor, dass sie über keinerlei innerparteiliche Demokratie verfüge und vollkommen aus Moskau gesteuert sei, ihr Verhältnis zur Demokratie und zur Gewalt sei dem der NSDAP gleich. Eine Zusammenarbeit mit der KPD war für Schumacher daher nicht vorstellbar.
Mit der NSDAP setzte sich Schumacher erstmals 1923 näher auseinander. Seiner Auffassung nach sei der Antisemitismus das einzige Band, das die Bewegung zusammenhalte, der Nationalsozialismus glaube allein an die Gewalt, und das postulierte Selbstbestimmungsrecht des Volkes werde dadurch zur Farce.

### Abgeordneter in Land- und Reichstag, 1924–1932
1924 wurde er Mitglied des Landtages von Württemberg. Hier war er seit 1928 Mitglied im Vorstand der SPD-Fraktion. 1931 schied er aus dem Landtag aus. Schumacher gehörte damit zu den wenigen führenden Politikern in der SPD, deren sozialdemokratische Sozialisation primär in der Weimarer Republik stattfand; er zog in der politischen Beurteilung der Situation weniger Parallelen zum Kaiserreich als die meisten seiner Kollegen und hatte dadurch ein offeneres Auge für die neuen Entwicklungen in der Weimarer Zeit.
Bei der Reichstagswahl am 20. Mai 1928 fehlten Schumacher wenige Stimmen; bei der Wahl am 14. September 1930 wurde er zum ersten Mal in den Deutschen Reichstag gewählt. Er trat als entschiedener Gegner der Tolerierungspolitik gegenüber dem Kabinett Brüning auf (siehe: Kabinett Brüning I = 1930–1931; Kabinett Brüning II = 1931–1932).
Seit 1932 war er Mitglied des SPD-Fraktionsvorstands. Er hielt im Reichstag nur eine einzige Rede, nämlich am 23. Februar 1932. In dieser inzwischen berühmten Rede griff er vor allem die NSDAP scharf an:

„Die ganze nationalsozialistische Agitation ist ein dauernder Appell an den inneren Schweinehund im Menschen; und wenn wir irgendetwas beim Nationalsozialismus anerkennen, dann ist es die Anerkennung, dass ihm zum ersten Mal in der deutschen Politik die restlose Mobilisierung der menschlichen Dummheit gelungen ist.“

Spätestens ab dem 20. Juli 1932, dem Tag des Preußenschlags, sah sich Schumacher in unbedingter Opposition zur fortschreitenden politischen Entwicklung.

### Nach der Machtübernahme der Nationalsozialisten, 1933
Wie viele Zeitgenossen unterschätzte Schumacher den Nationalsozialismus lange Zeit. So war er noch im Februar 1933 davon überzeugt, dass der DNVP-Vorsitzende Alfred Hugenberg das eigentliche Machtzentrum der Regierung Hitler sei: „Hitler hat den Schein der Macht für sich in Deutschland“, schrieb Schumacher am 4. Februar 1933. „Das Kabinett heißt Adolf Hitler, aber das Kabinett ist Alfred Hugenberg. Adolf Hitler darf reden, Alfred Hugenberg wird handeln“.
Schumacher gehörte auch nach den Reichstagswahlen vom 5. März 1933 weiterhin dem Reichstag an. Er war einer der wenigen Parlamentarier, die mit an der Rede Otto Wels’ arbeiteten, mit dem sich die SPD dem Ermächtigungsgesetz vom 24. März 1933 entgegenstellte. Die Kernaussage, „Freiheit und Leben kann man uns nehmen, die Ehre nicht“, bestimmte Schumachers gesamtes Verhalten in der Zeit des Nationalsozialismus. Am 10. Juni plädierte er auf einer Sitzung der SPD-Reichstagsfraktion für die illegale Arbeit der Partei, ebenso am 19. Juni auf einer SPD-Reichskonferenz. Im Gegensatz zur Parteiführung, die glaubte, es könne nicht schlimmer werden als zu Zeiten von Bismarcks Sozialistengesetz, war er Vertreter einer unnachgiebigen Haltung gegenüber den Nationalsozialisten. Vom 13. Juni 1933 an wurde Schumacher steckbrieflich gesucht.

### Inhaftierung, Konzentrationslager, 1933–1945
Am 6. Juli 1933, gut zwei Wochen nach dem Verbot der SPD, wurde Schumacher in Berlin verhaftet, nachdem er an einem geheimen sozialdemokratischen Treffen im Schwarzwald teilgenommen hatte. Schumacher bekam die Chance, eine Verzichtserklärung auf politische Betätigung zu unterschreiben und sich damit seine Freiheit zu erkaufen. Im Gegensatz zu Fritz Bauer und sieben anderen politischen Gefangenen weigerte er sich, sie zu unterschreiben. Daraufhin wurde er über einen Zeitraum von neun Jahren, neun Monaten und neun Tagen in verschiedenen Konzentrationslagern gefangen gehalten, zunächst bis Dezember 1933 im KZ Heuberg, danach bis Juli 1935 im KZ Oberer Kuhberg in Ulm, anschließend im KZ Dachau und zeitweilig im KZ Flossenbürg.
Schumacher konnte zwar als Weltkriegsveteran auf etwas Schonung hoffen, riskierte aber durch mehrfachen Widerspruch und sogar einen Hungerstreik mehrmals sein Leben. Er lehnte im Konzentrationslager jeglichen Kontakt zu kommunistischen Gefangenen ab, da er sie für mitschuldig an der Machtübernahme der Nationalsozialisten hielt.
Am 16. März 1943 wurde er als schwerkranker Mann nach Hannover entlassen, wo eine seiner Schwestern lebte und er sich zwangsweise aufhalten musste. Er wurde vom Arbeitsamt den Sichel-Werken in Hannover als Buchhalter für die Lagerverwaltung zugewiesen. Nach dem Attentat vom 20. Juli 1944 wurde Schumacher vom 24. August bis 20. September 1944 erneut inhaftiert, zunächst im Gestapo-Gefängnis in der früheren Israelitischen Gartenbauschule Ahlem, später im KZ Neuengamme. Danach arbeitete Schumacher weiterhin in den Sichel-Werken in Hannover, bis die Stadt am 10. April 1945 durch alliierte Truppen befreit wurde.

### Wiederaufbau der SPD, 1946

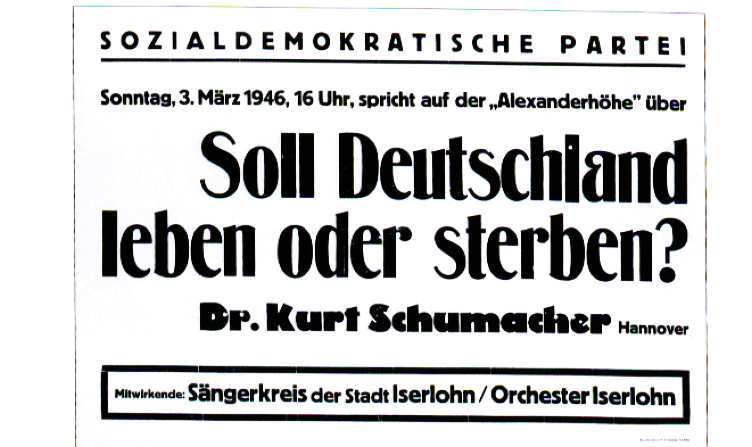
Kundgebung in Iserlohn 1946

Unmittelbar nach Kriegsende und der Befreiung Deutschlands vom Nationalsozialismus begann Kurt Schumacher mit dem Wiederaufbau der SPD. Wie August Bebel wurde Schumacher als wahrer Volkstribun, mitreißender Redner, Führer, an den glaubte, wer zur SPD gehörte (Peter Lösche) beschrieben. Seine Genossen spornte er immer an weiterzumachen, auch wenn es sich nicht mehr zu lohnen schien. Zur Jugend in der SPD hatte er ein gutes Verhältnis; diese bewunderte ihn wegen seiner strikten Ablehnung des Nationalsozialismus.
Bereits am 6. Mai 1945 – zu einem Zeitpunkt, als die Bildung politischer Parteien von der britischen Besatzungsmacht noch verboten war – wurde Schumacher von etwa 130 sozialdemokratischen Funktionären in Hannover zum lokalen Vorsitzenden gewählt.
Schumacher bewies im Nachkriegschaos großes organisatorisches Geschick und stieg in kurzer Zeit zur unangefochtenen Führungsfigur der Sozialdemokratie in den westlichen Besatzungszonen auf. Im Juli 1945 beauftragten elf westdeutsche Parteibezirke „den früheren Reichstagsabgeordneten Dr. Kurt Schumacher mit der organisatorischen und politischen Führung der Partei im gesamten Reich“. Schumacher agitierte heftig gegen die KPD und erklärte sie zur reinen Interessenvertretung einer „auswärtigen Macht“. Diese Macht nannte er stets Russland und sprach von einem „Zusammenstoß so ganz andersartiger Kulturen“. Damit wandte er sich gegen die damals auch in den Westzonen verbreiteten Bestrebungen zur Zusammenarbeit von Sozialdemokraten und Kommunisten.
Nach zwölfjähriger Gewaltherrschaft wurde die SPD auf der Wennigser Konferenz vom 5. bis 7. Oktober 1945 wiedergegründet. Auf dem als erste zentrale Zusammenkunft von Sozialdemokraten bezeichneten Treffen kamen im Bahnhofs-Hotel Petersen in Wennigsen (Deister) Sozialdemokraten aus den SPD-Bezirken der Westzonen, Vertreter des Berliner Zentralausschusses der SPD (darunter Otto Grotewohl) für die Viersektorenstadt Berlin und die Sowjetische Besatzungszone (SBZ) sowie des Londoner Exilvorstands zusammen. Die britische Besatzungsmacht setzte jedoch durch, dass die Vertreter aus der britischen Zone und aus London getrennt von den anderen tagen mussten. Nur Schumacher durfte auf beiden Versammlungen sprechen. Erst nach einem heftigen Tumult ließ man auch Grotewohl als Redner zu. Die Versammlung beauftragte Schumacher mit der Leitung des Wiederaufbaus der SPD in den drei westlichen Besatzungszonen. Ende 1945 setzte Schumacher den endgültigen Bruch zwischen der SPD in den Westzonen und dem von Grotewohl geführten Berliner Zentralausschuss der SPD durch.
Am 10. Mai 1946, vier Wochen nach der von ihm heftig bekämpften Beseitigung der Sozialdemokratie in der SBZ durch die Zwangsvereinigung von SPD und KPD zur SED, wurde Schumacher mit 244 von 245 Stimmen zum Parteivorsitzenden der SPD gewählt. Das Büro Dr. Schumacher in Hannover entwickelte sich zur faktischen Parteizentrale, seine Mitarbeiter wie Erich Ollenhauer, Annemarie Renger, Egon Franke, Alfred Nau, Herbert Kriedemann und Herta Gotthelf bildeten das organisatorische Grundgerüst der SPD.

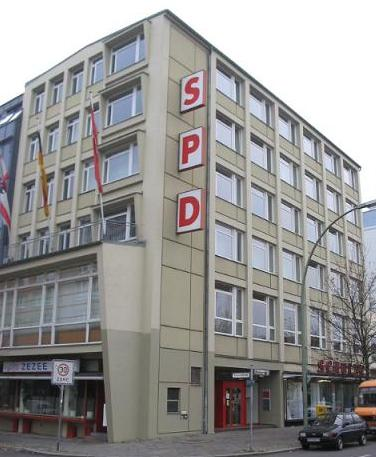
Kurt-Schumacher-Haus, Berlin-Wedding

Schumacher wollte die Fehler der Weimarer Republik vermeiden und griff in seinen inhaltlichen Konzepten auf Überlegungen aus der Weimarer Zeit und auf die der Sozialdemokraten im Exil zurück. Sein Einfluss auf die Entwicklung der SPD weg von der Klassenpartei mit marxistisch geprägtem Programm hin zur pluralistischen linken Volkspartei war widersprüchlich. Zum einen entstammte er keinem typischen SPD-Hintergrund, gehörte gegenüber den Führern der Weimarer Republik einer neuen Generation an und hatte sich theoretisch fundiert von jeglichen vom Marxismus geprägten Revolutionsaussichten verabschiedet. Für ihn war die Partei nicht in erster Linie eine Arbeiterpartei, sondern eine Partei von Freiheit und Gerechtigkeit. Die Arbeiter sollten zwar eine gleichberechtigte Rolle im Staat einnehmen, Schumacher aber strebte keinen Arbeiterstaat mehr an. Seine Positionen, insbesondere sein Patriotismus, öffneten der SPD auch Wähler- und Mitgliederkreise, die ihr bisher verschlossen gewesen waren. Andererseits erstickte er auch innerparteiliche Diskussionen, die immer wieder beispielsweise von Carlo Schmid angeregt wurden, im Keim. Die Anregungen, die so insbesondere durch den Aufenthalt vieler Sozialdemokraten im Exil entstanden, brauchten dadurch Jahre länger, um innerparteilich wirksam zu werden.

#### Autoritärer Führungsstil
Schumacher sah die Partei als wichtigste Trägerin des politischen Systems an. Angesichts der großen Aufgaben im Nachkriegschaos, denen sich die frühe bundesdeutsche Politik stellen musste, sicher aber auch persönlichkeitsbedingt, war für ihn die Einheit der Partei eines der wichtigsten Ziele.
Zu den oft kritisierten Eigenschaften Kurt Schumachers gehörte sein autoritärer Führungsstil. Der in dieser Hinsicht vollkommen gegensätzlich gelagerte Willy Brandt charakterisierte ihn in seinem Buch Links und frei so: „Ich begriff – etwas widerstrebend – die magnetische Wirkung, die er auf viele ausübte. Er bat nicht, er forderte. Er wog nicht Argumente gegeneinander ab, sondern schleuderte das Ergebnis seines Nachdenkens in den Zuhörerkreis – und dies mit erheblichem Stimmaufwand.“
Schumacher verlangte von den Mitgliedern der SPD eine eiserne Parteidisziplin und war Verfechter des Fraktionszwangs. Innerhalb der SPD gab es nur wenige, die ihm widersprachen, geschweige denn seinen Führungsanspruch in Frage stellten. Das Fraktionsmitglied Heinrich Ritzel erklärte die Tatsache, dass Schumacher auch in parteiinternen Diskussionen kaum Widerspruch erntete, mit der scharfen Art von Schumachers Argumentation, die viele bereits „frühzeitig verstummen ließ“; andere „schwiegen gegenüber dem Mann, der durch seine physischen Leiden so etwas wie Unantastbarkeit ausstrahlte.“ Einer der wenigen, die Schumachers Stil offen kritisierten, war der ehemalige Reichstagspräsident Paul Löbe. In einem Brief an Schumacher schrieb er: „Du weißt, wie sehr wir Dich alle schätzen […] daß aber nun überhaupt keine andere Meinung in der Partei laut werden soll als die Deine, scheint mir etwas zu viel verlangt […] wohl zehnmal haben Genossen mich schon gefragt, ist denn niemand da, der Kurt das einmal offen sagt. Ja, ja, es gibt Leute, die sich davor zu fürchten scheinen. Schließlich aber kann eine gesunde Politik nicht nur dadurch betrieben werden, daß man die anderen rechts und links dreimal täglich vor den Kopf stößt.“
SPD-Politiker, die öffentlich eine abweichende Meinung vertraten, wurden von ihm scharf angegriffen, so zum Beispiel Wilhelm Hoegner und Wilhelm Kaisen. Im Fall Hoegner geriet der fast schon militante Zentralist mit dem ebenso vehementen bayerischen Föderalisten aneinander. Während Hoegner Schumachers „Diktator-Allüren“ kritisierte, sah Schumacher in Hoegner einen Separatisten, der mit der Bayernpartei darüber wetteifere, wer der überzeugtere Bayer sei. Mit Hilfe seines Büros, der bayerischen SPD (die Hoegners Positionen ebenfalls für weit übertrieben hielt) und des ehemaligen Londoner Emigranten Waldemar von Knoeringen gelang es Schumacher schließlich, Hoegner innerhalb der SPD zu isolieren. Im Fall Paul Löbe begründete Schumacher seine Einstellung wie folgt: „Die individuelle Meinungsfreiheit ist auch in der Öffentlichkeit gesichert. Wenn aber einmal Entschlüsse vorliegen, dann müssen sie auch respektiert werden. Es kann auch nicht nach Beschlussfassung die Diskussion in jedem Moment von neuem beginnen.“ Die „demokratische Freiheit“ lag für Schumacher „in der Einordnung in die große Idee, deren praktische Gestaltung demokratisch fixiert ist.“
Im Gegensatz aber zu möglichen Kontrahenten hatte Schumacher die Vorteile klar auf seiner Seite. Er besaß ein kohärentes politisches Konzept für die Nachkriegszeit, er hatte die Achtung und den Respekt der Parteimitglieder, den politischen Durchsetzungswillen sowie eine Organisation, um diesen Willen auch durchzusetzen – alles Faktoren, die den anderen fehlten.

### Erster Oppositionsführer der Bundesrepublik, 1946–1952
Schumacher lehnte 1946 das Angebot der Alliierten ab, Ministerpräsident Württemberg-Badens zu werden, da er sich nicht regional in seinen Aktionen beschränken wollte. Er wurde stattdessen im selben Jahr zum Vorsitzenden des Zonenbeirats in der Britischen Besatzungszone gewählt.

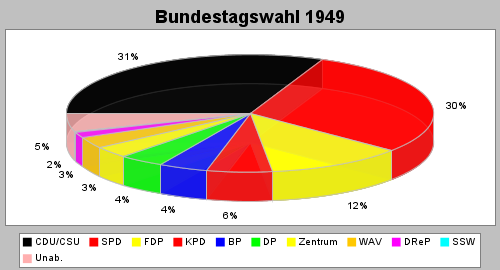
Stimmenverteilung Bundestagswahl 1949

Bei der Bundestagswahl 1949 wurde Kurt Schumacher als Abgeordneter des Wahlkreises Hannover-Süd mit 55,1 % der dort abgegebenen gültigen Stimmen in den ersten Deutschen Bundestag gewählt. Bundesweit unterlag die SPD nach anfänglich gegenteiligen Prognosen mit 29,2 % der Stimmen gegenüber CDU/CSU, die 31,0 % der Stimmen auf sich vereinigen konnten.
Im Gegensatz zu vielen anderen in der SPD, namentlich etwa den Landespolitikern Wilhelm Kaisen (Bremen), Max Brauer (Hamburg) und Hermann Lüdemann (Schleswig-Holstein), sprach Schumacher sich entschieden gegen eine große Koalition und damit für eine Oppositionsrolle der SPD aus. Die beiden unumstrittenen Parteiführer der großen Parteien waren gegen starke innerparteiliche Opposition für eine klare Richtungsentscheidung durch die Wahlen. Auch persönlich wären sowohl ein Minister Schumacher in einem Kabinett Adenauer als auch die umgekehrte Konstellation nur schwer vorstellbar gewesen. Bereits auf einer Wahlversammlung im Oktober 1946 sah Schumacher die Rolle der SPD in der Opposition als Möglichkeit. Die Sozialdemokraten fürchteten sich „auch nicht vor einem gefährlichen Leben in der Opposition, denn wir Sozialdemokraten sagen uns, es ist besser für uns und die Welt, wenn die Opposition einmal von einer internationalistischen demokratischen Partei als von Chauvinisten und Nationalisten und allen Reaktionären, die ja augenblicklich bei der CDU untergekrochen sind, soweit sie nicht im Osten des Reiches bei der SED sind.“
Konrad Adenauer wurde erster Bundeskanzler und Kurt Schumacher als erster Oppositionsführer sein Gegenspieler im Bundestag. Im Gegensatz zur Praxis in der Weimarer Republik begriff er die Oppositionsrolle stets als konstruktiv. Die Opposition sollte nach Schumachers Meinung nicht in erster Linie die Regierung kritisieren, sondern selbst in der Lage sein, bessere oder zumindest gleichwertige Lösungsvorschläge zu liefern. Mit dieser parlamentarischen Stiländerung hinterließ er vielleicht sein wichtigstes Vermächtnis für das politische System der Bundesrepublik. In der Gegenüberstellung mit dem „Fuchs“ Adenauer beschreibt sein Biograf Peter Merseburger ihn in Anlehnung an Machiavellis Terminologie als „Löwen“. Ausgesprochen willensstark, polemisch und scheinbar unbeirrbar in seinen Vorstellungen, bildete er das in der Wahrnehmung der Zeitgenossen ebenso charismatische Gegenbild zum ersten Bundeskanzler. Der preußische Sozialist Schumacher war in den ersten Nachkriegsjahren in der öffentlichen Meinung der klar dominierende Politiker Westdeutschlands. Erst durch die Wahl des rheinischen Katholiken Adenauer zum Kanzler und den fast gleichzeitig einsetzenden endgültigen körperlichen Verfall Schumachers wandelte sich dieses Bild.
Schumacher war unumstrittener Führer der SPD-Fraktion. Obwohl er mit dem Plan scheiterte, den Fraktionszwang in die Geschäftsordnung schreiben zu lassen, übte er ihn praktisch konsequent aus. Gerade aus der Weimarer Erfahrung heraus war er der Ansicht, das Parlament benötige ebenso wie eine handlungsfähige Regierung eine geschlossene Opposition, die in der Lage wäre, die Regierung zu übernehmen. In der deutschen Tradition schuf er so erst das (inoffizielle) Amt des Oppositionsführers.
Im September 1948 musste Schumachers linkes Bein aufgrund arterieller Durchblutungsstörungen amputiert werden.
1949 kandidierte Schumacher bei den Wahlen zum Amt des Bundespräsidenten, unterlag aber dem FDP-Kandidaten Theodor Heuss, der auch von den Unionsparteien mitgetragen wurde. Diese Kandidatur Schumachers war aber nicht im Sinne eines Rückzuges aus der aktiven Politik hin zur Übernahme einer repräsentativeren Aufgabe zu verstehen. Indem er sich selbst zur Wahl stellte, beugte Schumacher immer lauter werdenden Forderungen aus Koalitionskreisen vor, einen SPD-Politiker an die Spitze des Staates zu wählen.

### Privatleben und Tod

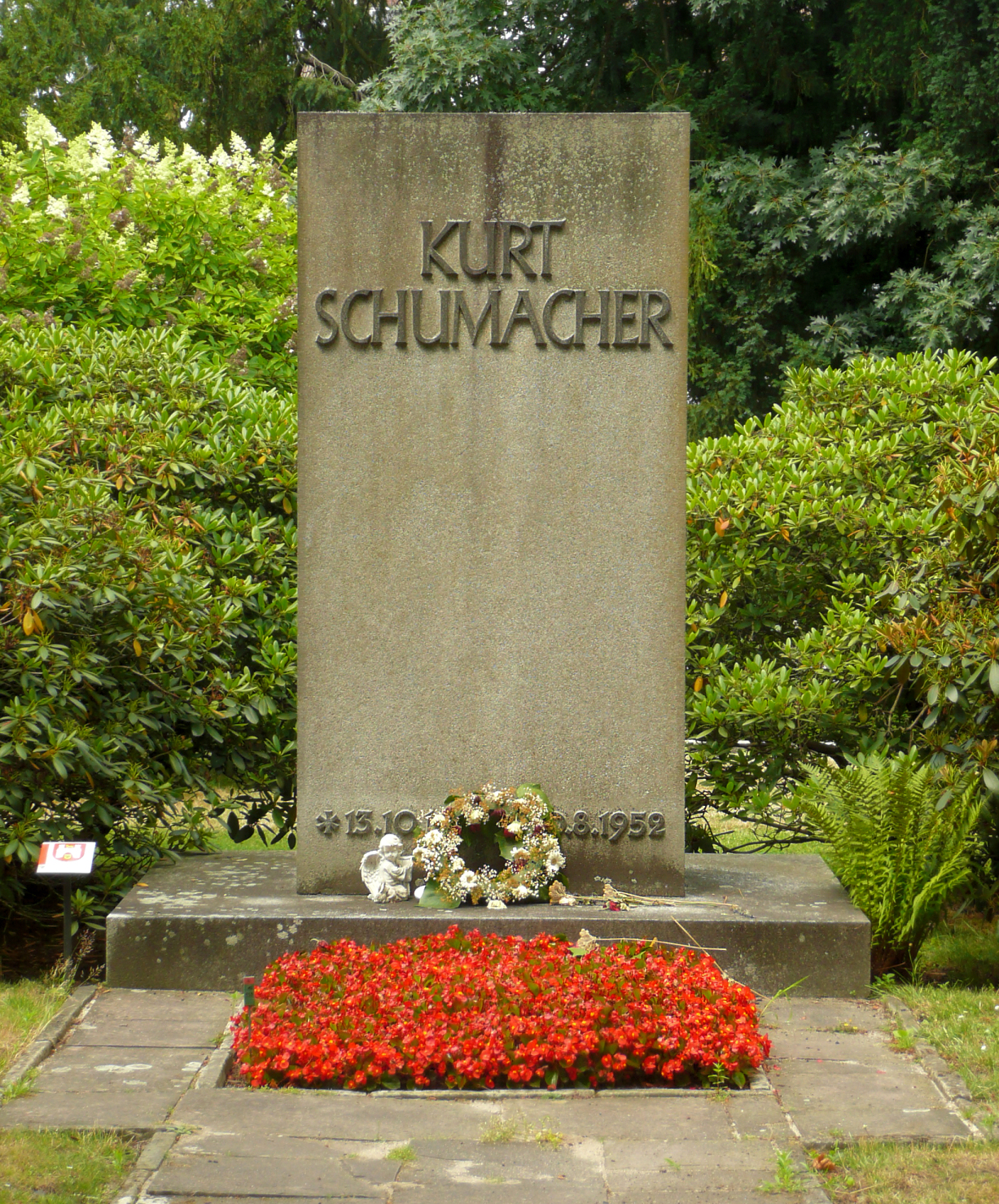
Ehrengrab auf dem Stadtfriedhof Ricklingen

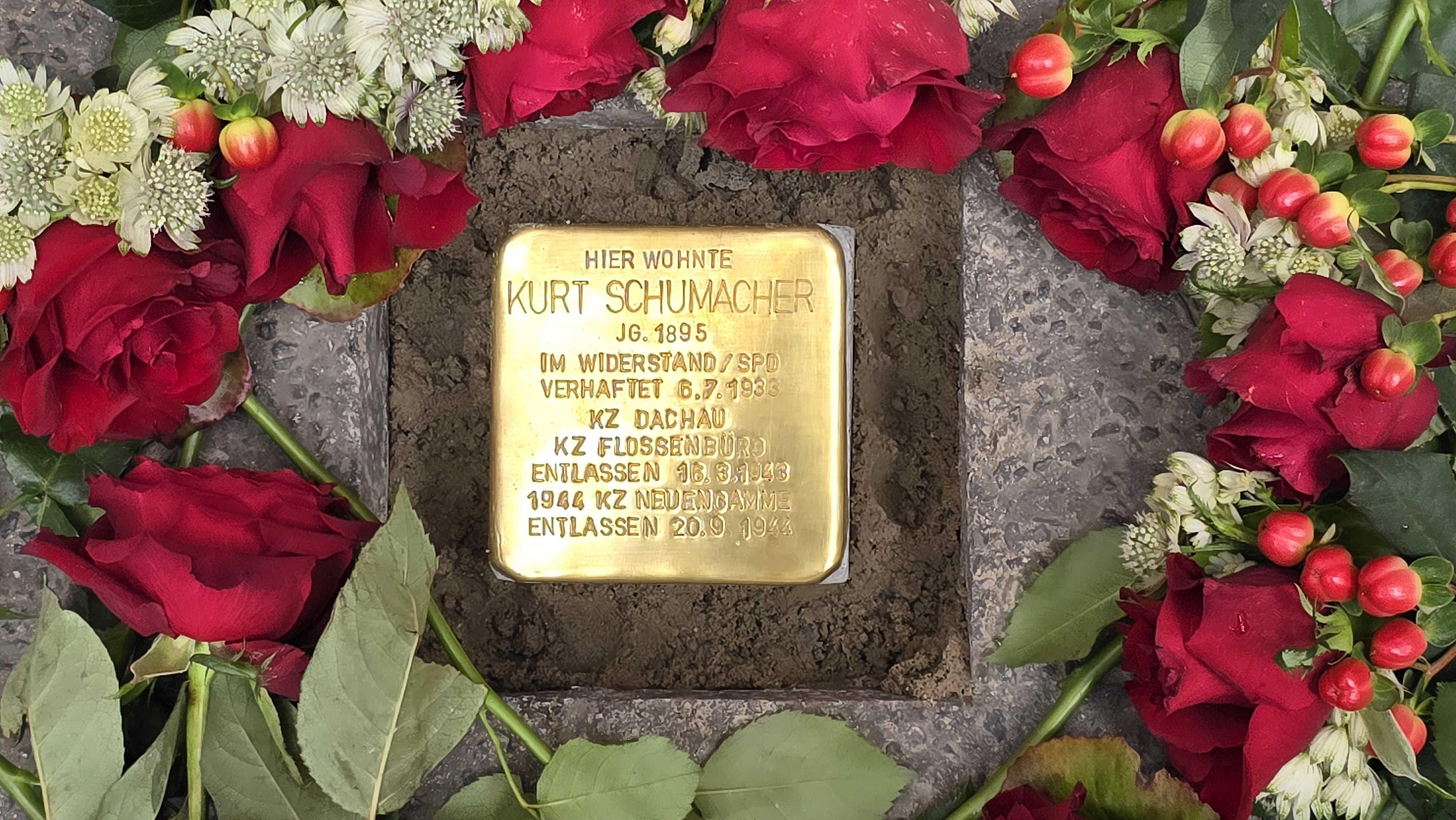
Stolperstein für Kurt Schumacher in Hannover-Südstadt

Als Jurastudent in Leipzig lernte er seine Cousine Dora kennen, mit der er – von der Zeit im KZ abgesehen – eine lebenslange Liebesbeziehung aufrechterhielt. Eine Heirat mit ihr lehnte er allerdings ab. „Ich habe mich nie an Menschen geklammert“, sagte er später – allerdings dürften diese dann auch keine Ansprüche an ihn stellen.
Schumacher war Kettenraucher und erlitt 1951 einen Schlaganfall. Am 20. August 1952 starb der schwerkranke Politiker im Alter von 56 Jahren in Bonn. Beigesetzt wurde er in Hannover auf dem Stadtfriedhof Ricklingen in einem Ehrengrab. An den Straßen zwischen Bonn und Hannover standen hunderttausende Menschen und erwiesen ihm die letzte Ehre. Die Süddeutsche Zeitung schrieb in ihrem Nachruf: „Wir brauchen Dich, obwohl Du unser Gegner bist, und wir wissen es. […] Und das weitere Tröstliche ist darin enthalten, daß es hier keiner mittelmäßigen und mittellauwarmen Persönlichkeit entgegenwallte, keinem ‚Wirte wundermild‘, sondern einem Strengen, Abweisenden, Unerbittlichen.“
Schumachers Totenmaske wurde 2018 aus dem Nachlass Annemarie Rengers an die Gedenkstätte Deutscher Widerstand weitergereicht. Im April 2025 wurde vor Schumachers ehemaligem Wohnhaus in Hannover ein Stolperstein verlegt. Dieser befindet sich an der Heinrich-Heine-Straße 4 im Stadtteil Südstadt (ehemals Memelerstraße 63).

## Politische Vorstellungen Schumachers
Zentral für Schumachers politische Vorstellungen ist der Begriff des Volkes in seinen beiden Bedeutungsebenen: sowohl als Begriff für den dritten Stand, die ausgebeuteten und unterdrückten Massen, als auch im Sinne eines Staatsvolkes. Kurt Schumacher wollte ein demokratisches und sozialistisches, ungeteiltes Deutschland, möglichst in den Grenzen von 1937. Deutschland sollte möglichst schnell seine Souveränität wiedererlangen und seinen Platz unter den freien Völkern Europas einnehmen. Er stand in der Tradition der Revolution von 1848 und der Novemberrevolution von 1918, er kämpfte für einen unitarischen Verfassungsstaat, freie Wahlen, Parteiendemokratie, Parlamentarismus, die Überwindung des Obrigkeitsstaates und der kapitalistischen Klassengesellschaft. Für ihn war die SPD die einzige Partei, die weder durch den Nationalsozialismus noch durch den Stalinismus belastet war. Die Sozialdemokraten seien deshalb als einzige in der Lage, ein freies Deutschland in ein freies Europa zu führen und so zum Spannungsabbau zwischen den Großmächten beizutragen.
Schumacher besaß in seinen Politikkonzeptionen den Vor- und Nachteil, nie administrative Macht innegehabt zu haben. Ein Vorteil, weil er seine Vorstellungen so nie an der Realität messen musste, undurchführbare Pläne nicht offensichtlich wurden und innere Widersprüche weniger offensichtlich waren; ein Nachteil, da er so kaum einem Druck zum Lernen ausgesetzt war. Er konnte seine Positionen beibehalten, auch in einer weltgeschichtlichen Lage, die sich rapide änderte. So führte er die SPD in eine programmatische Isolation. Aus dieser Lage konnte sich die SPD bis in die späten 1950er Jahre nicht befreien.
Der Politikwissenschaftler Franz Walter vertritt die Ansicht, Schumachers Person und insbesondere seine Rhetorik, die dem „unversöhnlichen, schrillen, verletzenden und apodiktischen Agitationsstil der 1920er-Jahre“ entsprungen sei, habe der SPD realpolitisch stark geschadet: „Schumachers Rechthaberei schloss zwar rasch die Reihen der Sozialdemokraten, vergraulte aber potenzielle Sympathisanten. Er führte die SPD in allen entscheidenden Fragen in eine Sackgasse. […] Die Sozialdemokraten saßen schmollend und phlegmatisch in ihrer Wagenburg und warteten auf die Krise der Erhard’schen Marktwirtschaft. Im Übrigen pflegten sie das sozialistische Brauchtum, führten am Ersten Mai ihre roten Nelken spazieren und beschworen feierlich die Solidarität. Auf junge Leute übte das in den Aufbruchsjahren der jungen Republik keinen großen Reiz aus.“

### Sozialismus
Schumacher war vom programmatischen Erbe der Bebelschen SPD geprägt. Für ihn war die Überwindung des Klassenkampfes eines der zentralen Politikziele. Seiner Meinung nach könne dies nur durch die Verstaatlichung der Schlüsselindustrien geschehen. Ebenso tief war er vom Scheitern der Weimarer Republik beeinflusst und meinte, eine der Ursachen dafür in der mangelnden Demokratisierung der Wirtschaft zu finden. Insbesondere im Nachkriegschaos plädierte er – ähnlich wie die Labour-Party in Großbritannien, aber auch bedeutende Teile der CDU – für eine Planwirtschaft, um die Versorgung der Bevölkerung mit dem Notwendigsten sicherzustellen.

### Demokratie
Demokratie und die Beteiligung des Volkes an der Macht ließen sich für Schumacher am besten mit freien und allgemeinen Wahlen durchsetzen. Wegen der zahlenmäßigen Überlegenheit des Volkes gegenüber den traditionellen Funktionseliten seien Wahlen der sicherste Weg, die Privilegien der Funktionseliten zu beseitigen. Konzeptionen wie die der Bolschewiki, die die Volksherrschaft erst nach einer Zeit der Diktatur des Proletariats anvisierten, lehnte er ab. Für ihn führten nur demokratische Verfahrensweisen auch zu einer Volksherrschaft.

### Antikommunismus
Bekannt ist Kurt Schumachers Entgegnung der kommunistischen Sozialfaschismusthese, wonach Kommunisten nichts anderes „als rotlackierte Nazis“ seien. Nachdem er diesen Ausdruck 1930 als „rotlackierte Doppelausgabe der Nationalsozialisten“ eingeführt hatte, verschärfte Schumacher im Mai 1946 den Ton, indem er von „rotlackierten Faschisten“ sprach. Geprägt von Erfahrungen in den frühen 1920er Jahren, als Schumacher sich über den Schlageter-Kurs der KPD und ihren Faschismus-Vorwurf gegen die SPD empört hatte, änderte sich seine grundlegende Haltung gegenüber der kommunistischen Partei danach nicht mehr. Er warf der KPD „Klassenverrat“ vor, da sie die Weimarer Republik untergraben habe, anstatt sie zu verteidigen. Dadurch habe sie den Aufstieg der Nationalsozialisten erst ermöglicht. Kommunistische Umsturzversuche in Ungarn, Italien und dem Balkan hätten demokratische Arbeiterschaft und demokratisches Bürgertum geschwächt, so dass in der Folge insbesondere faschistische Parteien von den neuen Kraftverhältnissen profitiert hätten.
Für Schumacher war die KPD auch bei ihrer Neugründung 1945 ein willenloses Vollstreckungsorgan der sowjetischen Außenpolitik; in ihren Beschwörungen von Demokratie und deutscher Einheit sah er bloße Taktik. Mit einer „neo-nationalistischen“ Sprache, die „gleich der des alten Nazismus“ sei, betreibe die KPD und später die SED eine „nationalrussische Politik mit nationaldeutschen Phrasen.“ Auf ein Verhandlungsangebot der Volkskammer reagierte er am 30. Januar 1951 im Bundestag so: „Die deutschen Demokraten können nur mit Deutschen über Deutschland verhandeln, aber nicht mit Gesinnungsrussen, deren Deutschtum eine bloße Äußerlichkeit ist.“
Obwohl es in der SPD Stimmen gab, die ein Zusammengehen mit den Kommunisten befürworteten, vollzog Schumacher bereits im Sommer 1945 eine klare Trennung von der wenige Monate später zur Vereinigung mit der KPD bereiten Parteiführung der SPD in der SBZ unter Otto Grotewohl. Die von ihm durchgesetzte Abgrenzung der SPD vom Kommunismus bestimmte die Partei bis in die 1970er hinein; erst diese Abgrenzung isolierte den organisierten Kommunismus von seinen wichtigsten Ansprechpartnern, der SPD und den von ihr dominierten Gewerkschaften, und verhinderte so seinen Einfluss auf die gesellschaftliche Mitte.

### Patriotismus
Der Politologe Hans-Peter Schwarz beschrieb Schumacher als „mit Getöse national.“ In einem Aufruf aus dem Jahr 1945 schrieb Schumacher: „Mag das Verbrechen des deutschen Nazismus an der Welt noch so schwer sein, das deutsche Volk kann und darf nicht darauf verzichten, sein Reich […] als nationales und staatliches Ganzes zu behaupten. Für die arbeitenden Massen sind Idee und Tatsache des Deutschen Reiches nicht nur nationalpolitisch, sondern auch klassenpolitisch eine Notwendigkeit. Ihr politischer und wirtschaftlicher Befreiungskampf ist ohne diese Grundlage zur Erfolglosigkeit verurteilt.“
Der gebürtige Preuße war fest davon überzeugt, es sei einer der schwersten Fehler der Weimarer Linken gewesen, die „nationale Idee“ den Konservativen und Nationalsozialisten zu überlassen. Nie wieder solle die SPD als national illoyal diskreditiert werden können. Mit Leidenschaft allerdings griff er Kräfte an, die seiner Überzeugung nach mit dem Nationalsozialismus paktiert hatten. Für ihn verlief der Gegensatz nicht zwischen national und international, sondern zwischen national und nationalistisch. Nationalismus war 1947 für ihn „die heutige Form des Nihilismus in der Welt“ und damit zutiefst abzulehnen. Die Rolle der SPD sah er 1950 in den Verhandlungen zum Europarat darin, „durch Wahrung der nationalen Rechte den Nationalismus unmöglich zu machen und ihn unter Zustimmung des ganzes Volkes zerschlagen zu können.“
Seine Art, dem Patriotismus Ausdruck zu verleihen, machte es allerdings seinen Gegnern leicht, ihn außenpolitisch als linken Nationalisten zu isolieren. Insbesondere, da Schumacher als aktiver Widerstandskämpfer bereits im KZ gesessen hatte – während viele westliche Staatsmänner Adolf Hitler noch hofiert hatten – meinte er, es sich leisten zu können, auf Augenhöhe, wenn nicht sogar aus einem Gefühl moralischer Überlegenheit heraus gegenüber den Siegermächten auftreten zu können. Deren Wahrnehmung, dass Schumacher zwar als Individuum Widerstand geleistet habe, damit jedoch keineswegs ein typischer Deutscher sei, konnte oder wollte er nicht sehen. Auch nach dem Krieg arbeiteten die westlichen Staaten mit den Repräsentanten der Klassen und Schichten zusammen, die nach Schumachers Meinung die Republik nur ungenügend verteidigt hatten. Er kam in die Situation, im Ausland als deutscher Nationalist verschrien zu sein, während jene, die seiner Meinung nach Steigbügelhalter des Nationalsozialismus gewesen waren, schon wieder hofiert wurden.

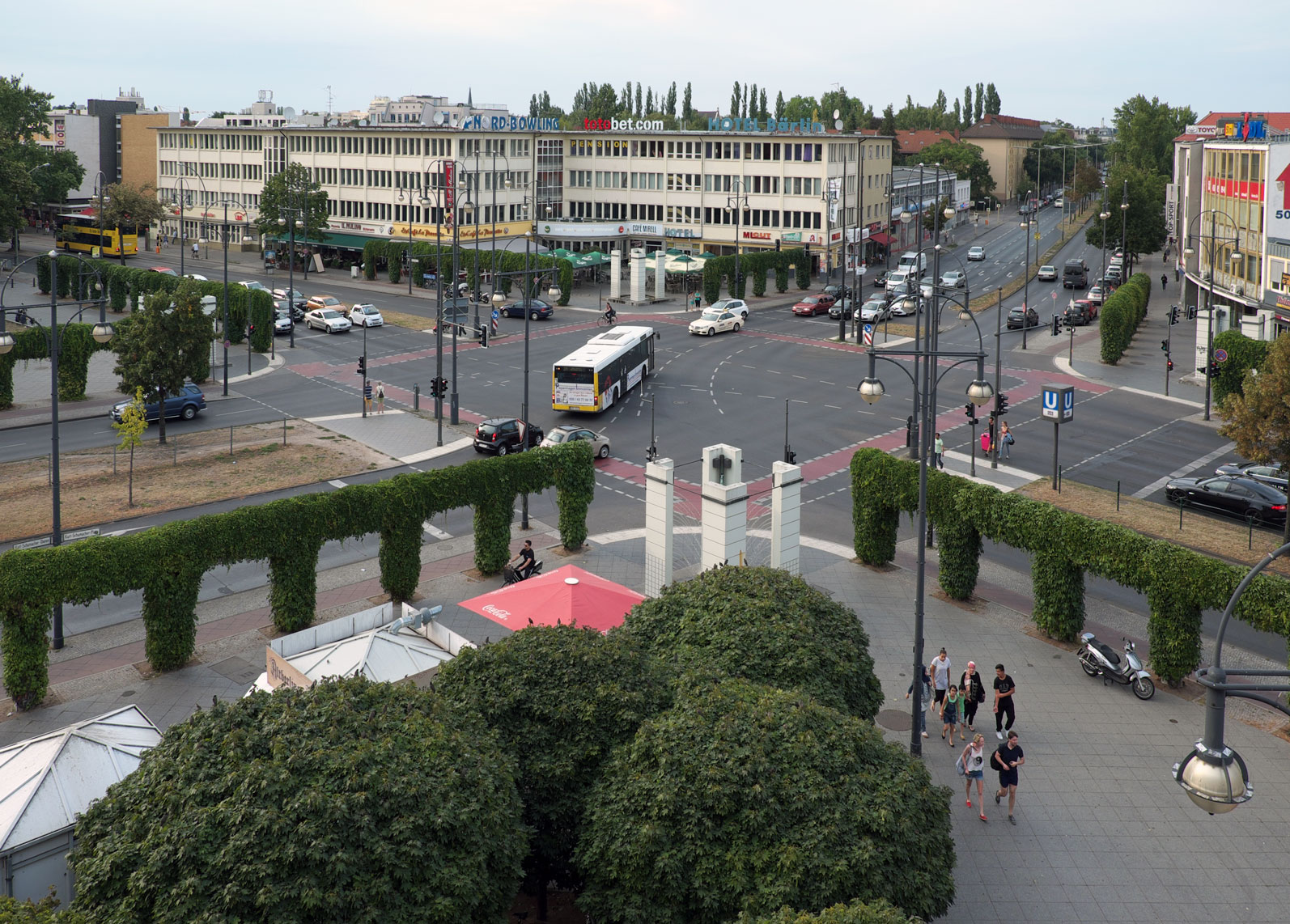
Kurt-Schumacher-Platz, Berlin-Reinickendorf

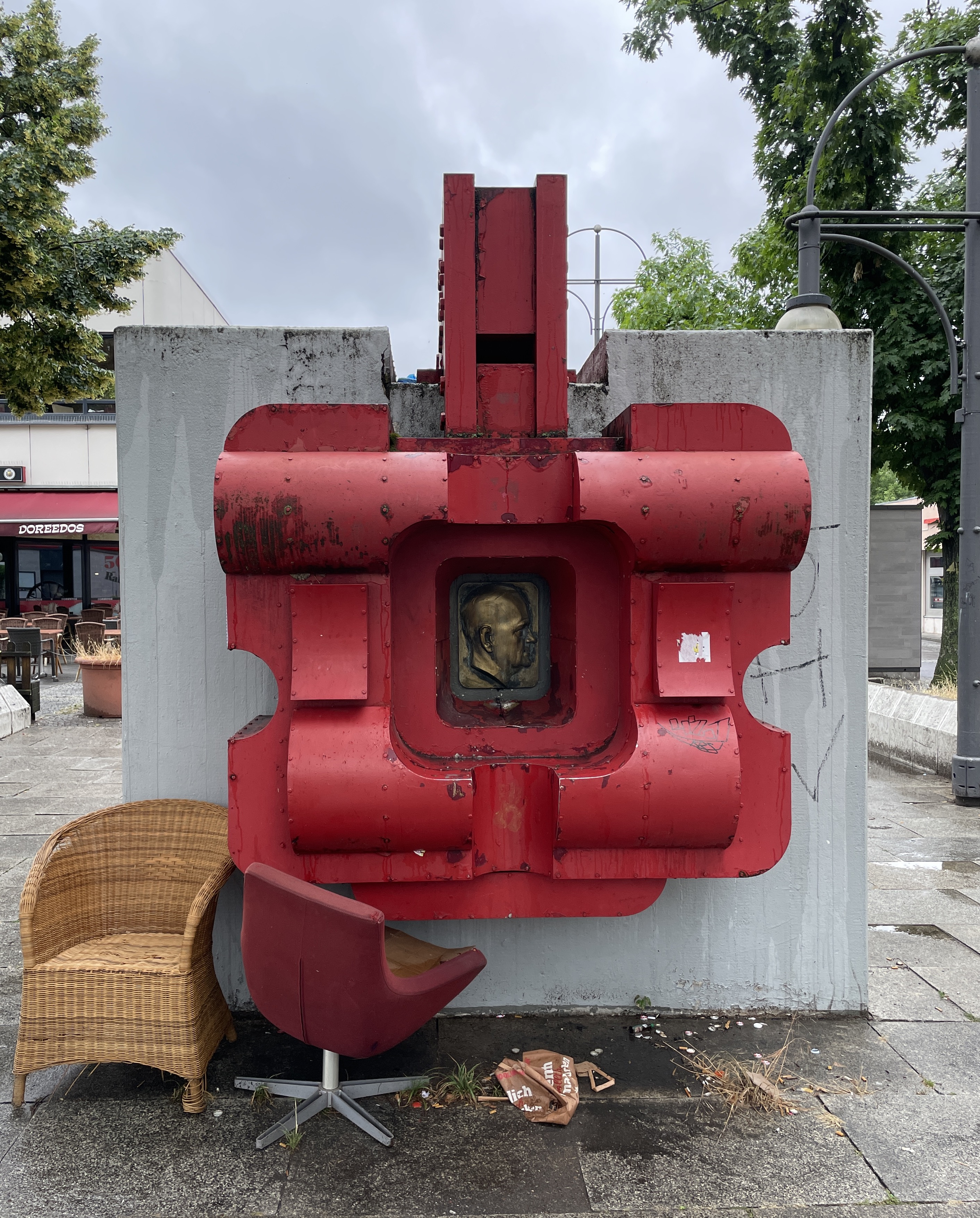
Kurt-Schumacher-Denkmal am Berliner Kurt-Schumacher-Platz von Joseph Henry Lonas 1968/1970, Zustand im Juni 2021

Nach den Erfahrungen mit dem Versailler Vertrag und der deutschen Erfüllungspolitik meinte Schumacher, dass Härte allein nötig wäre, um wieder die nationale Gleichberechtigung Deutschlands auf internationaler Bühne zu erreichen. Schumachers Position zur europäischen Einigung und zur Westbindung der Bundesrepublik blieb inkohärent. Einerseits legte ihn seine leidenschaftliche Ablehnung der Sowjetunion und des dort praktizierten Realsozialismus in der Situation des beginnenden Kalten Krieges faktisch auf eine Westbindung fest. Andererseits widersetzte er sich den Schritten, die diese Festlegung praktisch unterstützten: Europarat, Montanunion und europäische Verteidigungsgemeinschaft. Diese erschwerten seiner Auffassung nach die deutsche Wiedervereinigung dauerhaft oder machten sie ganz unmöglich. Kritisch gegenüber Frankreich, Großbritannien und erst recht den von ihm als kapitalistische Vormacht empfundenen USA, verweigerte er sich den Schritten, die eine Westbindung konkretisiert hätten. Verglichen mit den Werten der Aufklärung und eines freiheitlichen Sozialismus empfand er die faktische Situation in diesen Ländern als zutiefst unbefriedigend und konnte sich nicht zu einer echten Zusammenarbeit mit ihnen überwinden.
Schumacher profilierte sich im Bundestag als scharfer Gegner der Politik der Westeinbindung von Konrad Adenauer. Er sah hierin die Gefährdung einer baldigen Wiedervereinigung. Im Zuge der Auseinandersetzungen um das Petersberger Abkommen bezeichnete er Adenauer in der Nacht vom 24. auf den 25. November 1949 als den „Bundeskanzler der Alliierten“, woraufhin er für 20 Sitzungstage aus dem Bundestag ausgeschlossen wurde. Doch schon in der darauf folgenden Sitzung, am 2. Dezember 1949, wurde der Sitzungsausschluss im Nachgang zu einer Aussprache zwischen Adenauer und Schumacher aufgehoben. Ähnlich scharfe Worte fand Schumacher 1952 in der Diskussion um den Deutschlandvertrag, der eine Wiederbewaffnung bei gleichzeitigen Souveränitätsgewinnen der Bundesrepublik brachte und eine Wiedervereinigung auf lange Zeit unmöglich zu machen schien. Wer diesem Vertrag zustimme, polterte er, „hört auf, ein Deutscher zu sein“. Noch am Vormittag seines Todestages, am 20. August 1952, wandte sich Schumacher gegen Adenauers Politik der Westbindung und erklärte in einer Fernsehaufnahme für die amerikanische ABC: „Nach Auffassung der Sozialdemokratie ist die Wiedervereinigung dringender und wichtiger für den Frieden und die Konstituierung Deutschlands als jede Form der Integration eines Teiles Deutschlands mit anderen europäischen Ländern.“
Schumacher ist außerdem Urheber der später von Adenauer übernommenen Magnettheorie.
Schumacher entlastete die Wehrmachtssoldaten und die Angehörigen der Waffen-SS von kollektiven Schuldvorwürfen. Er setzte sich für die Wiedereingliederung von Waffen-SS-Angehörigen in die Gesellschaft ein, sofern sie keine Verbrechen begangen hatten.

## Nachlass und Ehrungen

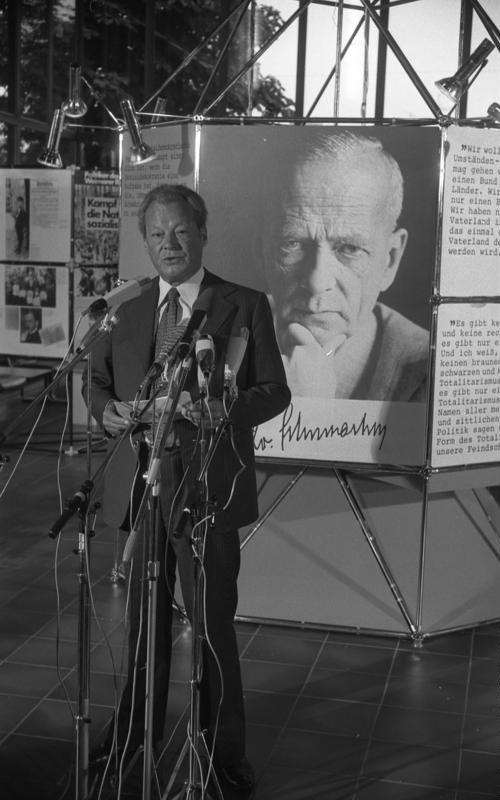
Willy Brandt bei der Eröffnung einer Ausstellung zu Kurt Schumacher, Bonn 1977

Es gibt keinen gesammelten Nachlass Schumachers. Der allergrößte Teil seiner älteren Unterlagen und persönlichen Dokumente wurde von den Nationalsozialisten vernichtet.
Nach Kurt Schumacher wurden zahlreiche Straßen, Brücken und Plätze, Schulen und andere Gebäude (insbesondere regionale SPD-Parteizentralen) benannt.
- Kurt-Schumacher-Haus in Hamburg-St. Georg, 1957 erbaut und Sitz der SPD-Landesorganisation Hamburg.
- Kurt-Schumacher-Haus in Berlin-Wedding, 1960/61 erbaut und Sitz des SPD-Landesverbandes Berlin.
- In Langenhagen heißt die östliche Achse zwischen Emil-Berliner-Straße und Bothfelder Straße seit 1962 Kurt-Schumacher-Allee, östlich davon befindet sich die 1964 errichtete Kurt-Schumacher-Siedlung.
- Die Kurt-Schumacher-Allee in Bremen-Vahr, die Kurt-Schumacher-Straße in Frankfurt am Main, die Dr.-Kurt-Schumacher-Straße in Kirchheimbolanden, die Kurt-Schumacher-Straße in Neu-Isenburg, der Kurt-Schumacher-Ring in Rüsselsheim, der Kurt-Schumacher-Ring in Wiesbaden und die Kurt-Schumacher-Straße in Gelsenkirchen wurden nach ihm benannt.
- 1968 gründete Hermann Kreutzer den Kurt-Schumacher-Kreis, eine Organisation von politischen Häftlingen und Flüchtlingen aus der DDR.
- In Hannover wurde 1953 die Artilleriestraße in Kurt-Schumacher-Straße umbenannt[23] sowie 1975 eine Kaserne in Kurt-Schumacher-Kaserne.
- Die Bildungseinrichtung der SPD-nahen Friedrich-Ebert-Stiftung in Bad Münstereifel heißt seit 1985 Kurt-Schumacher-Akademie.
- 1987 gründeten zum Seeheimer Kreis zählende Sozialdemokraten die Kurt-Schumacher-Gesellschaft.
- Das Stadtteilzentrum der Großwohnsiedlung Mettenhof in Kiel befindet sich am Kurt-Schumacher-Platz.
- Der Kurt-Schumacher-Platz ist ein wichtiger Verkehrsknotenpunkt im nördlichen Berliner Ortsteil Reinickendorf.
- Der Airbus A310 in der Variante PAX „Kurt Schumacher“ mit dem taktischen Kennzeichen 10+23 der deutschen Luftwaffe, 2021 ausgemustert.[24]
- Die Kurt-Schumacher-Brücke (B 44) ist eine wichtige Verbindung zwischen Mannheim und Ludwigshafen am Rhein.
- Die wichtigste Nord-Süd-Verbindung in Gelsenkirchen trägt den Namen Kurt-Schumacher-Straße.
- Das Teilstück der Kreisstraße 9915 in Ulm, welches direkt am ehemaligen KZ Oberer Kuhberg vorbeiführt, trägt den Namen Kurt-Schumacher-Ring.
- Ein Wagen der Straßenbahn Ulm trägt seinen Namen.[25]
- In Leverkusen wurde 1965 der neu errichtete Kurt-Schumacher-Ring nach ihm benannt.[26]
- Im Münchener Stadtteil Neuperlach liegt der Schumacherring.
- In der Bochumer Innenstadt befindet sich der Kurt-Schumacher-Platz.
- Einer von drei Regierungsfliegern A350 wurde nach „Kurt Schumacher“ benannt, neben „Konrad Adenauer“ und „Theodor Heuss“.[27]

## Schriften
- Germany’s Currency Problem. (sine nomine), London 1945, DNB 990545563 (Mit Walter Fliess).
- Was wird aus Deutschland? Schumacher antwortet auf den Parteitag der SPD, Hannover 1946. Landesvorstand der SPD Bayern, München 1946, DNB 454522851.
- Student und Politik (Ansprache). Phönix-Verlag, Hamburg 1946, DNB 454522843.
- Sozialismus – eine Gegenwartsaufgabe. Auf dem Parteitag der SPD (gehaltene Rede), Entschließungen. SPD, Hannover 1946, DNB 577000667.
- Grundsätze sozialistischer Politik (Rede des 1. Vorsitzenden der Sozialdemokratischen Partei Deutschlands auf dem 1. Nachkriegsparteitag der S.P.D. am 9. Mai in Hannover). Phönix-Verlag, Hamburg 1946, DNB 831191406.
- Für Frieden, Freiheit und Sozialismus. Rede anlässlich einer Kundgebund der Sozialdemokratischen Partei am 12. Januar 1946. Schwäbische Druckerei, Stuttgart 1946, DNB 454522789.
- Sozialdemokratie im neuen Deutschland. Der Vortrag wurde gehalten am 27. Januar 1946. Phönix-Verlag, Hamburg 1946, DNB 454522835.
- Das Referat im Berliner Poststadion. Angenommen auf dem Parteitag in Hannover. (sine nomine), (sine loco) 1946, DNB 577000659.
- Aufgaben und Ziele der deutschen Sozialdemokratie. Referat, gehalten auf dem Parteitag der SPD in Hannover im Mai 1946. SPD Groß-Hessen, Frankfurt am Main 1946, DNB 577000594.
- Rede vor dem Bezirksparteitag der Sozialdemokratischen Partei auf der Alexanderhöhe bei Iserlohn am 1. März 1947. Hamburger Buchdruck- und Verlagsanstalt Auerdruck, Hamburg 1947, DNB 578643243.
- Europa, demokratisch und sozialistisch. SPD-Verlag, Frankfurt am Main 1947, DNB 454522762.
- Deutschland und Europa. Rede auf dem Parteitag der SPD in Nürnberg 1947. SPD Hessen, Frankfurt am Main 1947, DNB 800968778. (Digitalisat).
- Nach dem Zusammenbruch. Gedanken über Demokratier und Sozialismus. Phönix-Verlag, Hamburg 1948, DNB 454522878.
- Das Programm der Opposition. Die 3 Vorsitzenden der sozialdemokratischen Bundestagsfraktion über die Ziele der Opposition. Neuer Vorwärts-Verlag, Hannover 1949, DNB 454522800 (Mit Erich Ollenhauer und Carlo Schmid).
- Das Volk soll entscheiden. Vorstand der SPD, Hannover 1950, DNB 577000632.
- Es gibt nur eine Wahrheit. Auf dem Hamburger Parteitag der Sozialdemokratischen Partei Deutschlands im Mai 1950. Vorstand der SPD, Bonn 1950, DNB 577000640 (Mit Erich Ollenhauer).
- Deutschlands Beitrag für Frieden und Freiheit. Die Politik der deutschen Sozialdemokratie in der gegenwärtigen Situation. Referat auf der gemeinsamen Tagung der SPD-Körperschaften am 17. September 1950 in Stuttgart. Vorstand der SPD, Hannover 1950, DNB 577000616.
- Das Volk soll entscheiden! Für die deutsche Gleichberechtigung. Rede am 8. November 1950. Vorstand der SPD, Hannover 1950, DNB 577000675.
- Durch freie Wahlen zur Einheit Deutschlands. Vorstand der SPD, Hannover 1951, DNB 577000624.
- Deutschlands Forderung. Gleiches Risiko, gleiches Opfer, gleiche Chancen! Vorstand der SPD, Hannover 1951, DNB 991486692.
- Die Rolle der „Volkspolizei“ in der Sowjetzone. Vorstand der SPD, Bonn 1952, DNB 990794717.
- Reden und Schriften. ariani Verlagsgesellschaft, West-Berlin 1962, DNB 454522746.
- Freiheit und Frieden. Worte von Kurt Schumacher. 2. Auflage. Landsmannschaft Westpreußen, Münster 1971, DNB 751015105 (Erstausgabe:  1970).
- Bundestagsreden. AZ-Studio, Bonn 1972, DNB 730270092.
- Der Kampf um den Staatsgedanken in der deutschen Sozialdemokratie. Kohlhammer, Stuttgart / West-Berlin / Köln / Mainz 1973, ISBN 3-17-001181-2 (Nachdruck von Schumachers Dissertation aus dem Jahr 1920).
- Reden – Schriften – Korrespondenzen. 1945–1952. Dietz, West-Berlin / Bonn 1985, ISBN 3-8012-1107-X.
- Kurt Schumacher in der „Schwäbischen Tagwacht“ über Demokratie und Kommunisten. Aufsätze und Redeberichte (1926–1933). Trafo-Verlag Weist, Berlin 1995, ISBN 3-930412-79-9.